# Witamy w Trouilly!
Witamy w Trouilly! (fr. L'école est finie) – francusko-belgijska komedia filmowa z 2018 roku w reżyserii Anne Depétrini, zrealizowana na podstawie autobiografii Princesse Sosso. Zdjęcia kręcono w Belgii (Bruksela, Genval w Walonii) oraz w Paryżu.
Obraz wszedł na ekrany francuskich kin 11 lipca 2018 roku.

## Fabuła
Trzydziestoletnia nauczycielka języka angielskiego trafia do miasteczka Trouilly-sur-Selles, gdzie otrzymuje pracę w szkole. Agathe wynajmuje pokój u starszego małżeństwa. Trudności w aklimatyzacji i relacjach z miejscowymi pomaga jej pokonać kolega z pracy Raphaël.

## Obsada
- Bérengère Krief jako Agathe Langlois
- Patrick Chesnais jako Gilbert
- Grégory Fitoussi jako Raphaël Fermat
- Marilou Berry jako Diane
- Catherine Hosmalin jako Simone
- Valérie Decobert jako Fabienne
- Anne Depétrini jako Josy
- Romain Lancry jako Vincent
- Camille Lellouche jako Noémie
- Baya Rehaz jako Lucie[3]